# Carnavales de Ituren y Zubieta
Los Carnavales de Ituren y Zubieta son una  fiesta de interés turístico en la comarca del Alto Bidasoa, en el valle de Malerreka (Navarra). Se desarrollan tomando como referencia el último domingo de enero.
Ambas localidades navarras se anticipan a las fechas oficiales del carnaval para celebrar uno muy singular el lunes y martes siguiente al último domingo de enero. El acto central lo componen sendos desfiles de los Joaldunak que se realiza por las calles de Ituren el lunes, y por las de Zubieta el martes.
En este acto festivo participan los vecinos de ambos pueblos, recorriendo las calles ataviados con abarcas, enaguas de puntillas, pellizas de oveja por cintura y hombros, pañuelos de colores al cuello, gorros cónicos con cintas, y un hisopo de crines de caballo en su mano derecha.